# Кланіно (Поморське воєводство)
Кланіно (пол. Kłanino) — село в Польщі, у гміні Крокова Пуцького повіту Поморського воєводства.
Населення — 410 осіб (2011).
У 1975-1998 роках село належало до Гданського воєводства.

## Демографія
Демографічна структура станом на 31 березня 2011 року:
|          | Загалом | Допрацездатний вік | Працездатний вік | Постпрацездатний вік |
| -------- | ------- | ------------------ | ---------------- | -------------------- |
| Чоловіки | 214     | 61                 | 132              | 21                   |
| Жінки    | 196     | 50                 | 106              | 40                   |
| Разом    | 410     | 111                | 238              | 61                   |